# T.J. Brennan
Terrance James "T.J." Brennan, född 3 april 1989, är en amerikansk professionell ishockeyspelare som tillhör NHL-organisationen Toronto Maple Leafs och spelar för deras primära samarbetspartner Toronto Marlies i American Hockey League (AHL). Han har tidigare spelat på NHL-nivå för Buffalo Sabres och Florida Panthers och på lägre nivåer för Portland Pirates, Rochester Americans och Rockford IceHogs i AHL och St. John's Fog Devils och Club de hockey junior de Montréal i Ligue de hockey junior majeur du Québec (LHJMQ).
Brennan draftades i andra rundan i 2007 års draft av Buffalo Sabres som 31:a spelare totalt.
Den 26 februari 2015 valde Blackhawks skicka iväg Brennan till Maple Leafs i utbyte mot Spencer Abbott.

## Statistik
| 2005–2006    | Philadelphia Jr. Flyers           | AtJHL        | 42  | 9   | 23  | 32  | 84  | —  | —  | —  | —  | —  |
| 2006–2007    | St. John's Fog Devils             | LHJMQ        | 68  | 16  | 25  | 41  | 79  | 4  | 1  | 1  | 2  | 4  |
| 2007–2008    | St. John's Fog Devils             | LHJMQ        | 65  | 16  | 25  | 41  | 92  | 6  | 2  | 4  | 6  | 12 |
| 2008–2009    | Club de hockey junior de Montréal | LHJMQ        | 59  | 5   | 29  | 34  | 63  | 10 | 4  | 8  | 12 | 34 |
| 2009–2010    | Portland Pirates                  | AHL          | 65  | 6   | 17  | 23  | 64  | 4  | 0  | 1  | 1  | 2  |
| 2010–2011    | Portland Pirates                  | AHL          | 72  | 15  | 24  | 39  | 49  | 4  | 0  | 1  | 1  | 6  |
| 2011–2012    | Buffalo Sabres                    | NHL          | 11  | 1   | 0   | 1   | 6   | —  | —  | —  | —  | —  |
|              | Rochester Americans               | AHL          | 52  | 16  | 14  | 30  | 39  | 3  | 2  | 0  | 2  | 6  |
| 2012–2013    | Buffalo Sabres                    | NHL          | 10  | 1   | 0   | 1   | 6   | —  | —  | —  | —  | —  |
|              | Rochester Americans               | AHL          | 36  | 14  | 21  | 35  | 57  | —  | —  | —  | —  | —  |
|              | Florida Panthers                  | NHL          | 19  | 2   | 7   | 9   | 2   | —  | —  | —  | —  | —  |
| 2013–2014    | Toronto Marlies                   | AHL          | 76  | 25  | 47  | 72  | 115 | 14 | 6  | 8  | 14 | 10 |
| 2014–2015    | Toronto Maple Leafs               | NHL          | 6   | 0   | 1   | 1   | 9   | —  | —  | —  | —  | —  |
|              | Rockford Icehogs                  | AHL          | 54  | 9   | 27  | 36  | 59  | —  | —  | —  | —  | —  |
|              | Toronto Marlies                   | AHL          | 19  | 3   | 13  | 16  | 12  | 5  | 3  | 4  | 7  | 12 |
| 2015–2016    | Toronto Maple Leafs               | NHL          | 7   | 1   | 0   | 1   | 6   | —  | —  | —  | —  | —  |
|              | Toronto Marlies                   | AHL          | 69  | 25  | 43  | 68  | 53  | 15 | 5  | 4  | 9  | 14 |
| 2016–2017    | Lehigh Valley Phantoms            | AHL          | 76  | 21  | 39  | 60  | 101 | 5  | 1  | 3  | 4  | 4  |
| 2017–2018    | Lehigh Valley Phantoms            | AHL          | 63  | 14  | 31  | 45  | 75  | 13 | 1  | 5  | 6  | 12 |
| NHL totalt   | NHL totalt                        | NHL totalt   | 53  | 5   | 8   | 13  | 29  | —  | —  | —  | —  | —  |
| AHL totalt   | AHL totalt                        | AHL totalt   | 582 | 148 | 276 | 424 | 624 | 63 | 18 | 26 | 44 | 66 |
| LHJMQ totalt | LHJMQ totalt                      | LHJMQ totalt | 192 | 37  | 79  | 116 | 234 | 20 | 7  | 13 | 20 | 50 |